# Ołeh Bereżny
Ołeh Bereżny, ukr. Олег Бережний (ur. 18 stycznia 1984 w Sumach), ukraiński biathlonista, reprezentant kraju w zawodach pucharu świata oraz na mistrzostwach świata. 
Bereżny jest czterokrotnym medalistą mistrzostw świata juniorów. Wywalczył dwa srebrne medale oraz dwa brązowe.

## Osiągnięcia

### Mistrzostwa świata juniorów
| 2002 Ridnaun (Włochy)          | 2. miejsce (IN), 14. miejsce (SP), miejsce (PU), 8. miejsce (RL)     |
| 2003 Kościelisko (Polska)      | 17. miejsce (IN), 14. miejsce (SP), 2. miejsce (PU), 3. miejsce (RL) |
| 2004 Haute Maurienne (Francja) | 3. miejsce (IN), 18. miejsce (SP), 14. miejsce (PU), 5. miejsce (RL) |
| 2005 Kontiolahti (Finlandia)   | 31. miejsce (IN), 7. miejsce (RL)                                    |

### Puchar świata

#### Miejsca w klasyfikacji generalnej
| Sezon     | Miejsce |
| --------- | ------- |
| 2007/2008 | 57.     |
| 2008/2009 | 83.     |
| 2009/2010 | 95.     |